# Gerbillus muriculus
Espèce
Statut de conservation UICN

 DD  : Données insuffisantes
Gerbillus muriculus ou Gerbillus (Hendecapleura) muriculus est une espèce qui fait partie des rongeurs. C'est une gerbille de la famille des Muridés que l'on rencontre au Soudan.